# Puskás Aréna
Puskás Aréna – stadion piłkarski w Budapeszcie, stolicy Węgier. Został wybudowany w latach 2017–2019 w miejscu poprzedniego stadionu im. Ferenca Puskása, rozebranego w roku 2016. Pojemność stadionu wynosi 67 215 widzów. Obiekt pełni rolę stadionu narodowego Węgier. Jego otwarcie nastąpiło 15 listopada 2019 roku meczem towarzyskim reprezentacji Węgier z Urugwajem (1:2). Stadion był jedną z aren Mistrzostw Europy w Piłce Nożnej 2020.